# Patrick Dahlheimer
Patrick Dahlheimer (ur. 30 maja 1971 w York, Pensylwania, USA) – amerykański basista rockowy, muzyk zespołu Live.